# Svemirski opservatorij Herschel
Svemirski opservatorij Herschel bio je infracrveni svemirski teleskop težak 3,4 tone koji je razvila ESA. Lansiran je zajedno sa svemirskim teleskopom Planck na raketi Ariane 5 ECA 14. svibnja 2009. Tijekom rada, teleskop je bio pozicioniran u orbiti oko Lagrangeove točke L2 sustava Zemlja-Sunce, a nazvan je po otkrivaču infracrvenog zračenja, Williamu Herschelu. Krajem travnja 2013. godine, misija je proglašena završenom jer je potrošen helij potreban za hlađenje. Nakon niza testova, satelit je postavljen u heliocentričnu orbitu i konačno deaktiviran u lipnju 2013. godine. 

## Tehnologija
Na teleskopu se nalaze tri instrumenta (kamere i spektrometri) koji rade u dalekom infracrvenom i submilimetarskom (teraherc zračenje) području elektromagnetskog spektra, na valnim duljinama između 57 i 670 mikrona. Ovo se područje ne može promatrati sa Zemlje zbog ograničenog atmosferskog prozora.
Instrumenti su:
- HIFI (Heterodyne Instrument for Far Infrared): spektrometar visoke rezolucije (157-625 µm) razvijen od strane Nizozemskog instituta za istraživanje svemira.
- PACS (Photodetector Array Camera and Spectrometer): slikovni fotometar/spektrometar (57-210 µm) iz Instituta Max Planck za izvanzemaljsku fiziku u Garchingu blizu Münchena.
- SPIRE (Spectral and Photometric Image Receiver): slikovni fotometar/spektrometar (200-670 µm) sa Sveučilišta Wales u Cardiffu.

Zbog svoje veličine, Herschel se nije mogao u potpunosti hladiti tekućim helijem kao prethodni infracrveni svemirski teleskopi (npr. infracrveni astronomski satelit IRAS, Infracrveni svemirski opservatorij ISO, Spitzerov svemirski teleskop). Umjesto toga, teleskop je bio zaštićen od sunčevih zraka pomoću štita, što mu je omogućilo da se pasivno ohladi ispod 90 kelvina (−183 °C) kroz zračenje topline u svemir. Samo su tri instrumenta bila hlađena tekućim helijem, što je bilo dovoljno za četiri godine rada.

## Rezultati
Dana 19. lipnja 2009., ESA je objavila prve fotografije snimljene teleskopom Herschel. Prikazuju spiralnu galaksiju Messier 51, udaljenu oko 37 milijuna svjetlosnih godina. Kao rezultat toga, Herschel je značajno proširio naše znanje o formiranju zvijezda te je demonstrirao postojanje molekularnih plinskih oluja u dalekim galaksijama.
U siječnju 2013., Herschel je omogućio točnije određivanje promjera asteroida Apophis.

## Tehničke specifikacije
|                    | Svemirski teleskop Herschel                      | Infracrveni svemirski opservatorij (ISO) (ESA-in prvi infracrveni satelit) |
| Početna masa       | 3402 kg                                          | 2498 kg                                                                    |
| Prazna masa cca.   | 2800 kg                                          | ?                                                                          |
| Kriostat           | 2367 l supertekući helij-4, temperatura 1,6 K    | 2250 l supertekući helij-4, temp. 1,8 K                                    |
| Aktivno hlađenje   | određenih detektora helijem-3 do 0,3 K           | nedostupan                                                                 |
| Visina             | 7,5 m                                            | 5,3 m                                                                      |
| Promjer ili širina | 4,0 m                                            | 2,3 m                                                                      |
| Promjer ogledala   | 3,5 m                                            | 0,6 m                                                                      |
| Masa teleskopa     | 300 kg                                           | ?                                                                          |
| Vijek trajanja     | 3 godine i 10 mjeseci                            | cca 2 godine i 7 mjeseci                                                   |
| Orbita             | Halo orbita, 0,8 milijuna km oko L2 Zemlja-Sunce | Zemljina orbita visoka 1.038–70.578 km                                     |
| Raketa nosač       | Ariane-5 ECA                                     | Ariane 44P                                                                 |
| Početak            | 14. svibnja 2009.                                | 19. studenoga 1995.                                                        |
| Kraj misije        | (opažanja 29. travnja 2013.) 17. lipnja 2013.    | 16. svibnja 1998.                                                          |
| Ukupni trošak      | 1,1 milijarda eura (planirano)                   | ?                                                                          |

## Vanjske poveznice
- ESA brošura: BR-262 Herschel
- Max Planck institut za izvanzemaljsku fiziku: svemirski teleskop Herschel
- Herschel-PACS na Sveučilištu u Beču
- Astronomie.info: Članak: Infracrveni svemirski teleskop Herschel  Arhivirana inačica izvorne stranice od 11. travnja 2020. (Wayback Machine)
- Arianespace: Herschel-Planck Launch Kit (engleski, 10 str., PDF; 1 MB)